# Corporation de la cité de Londres

Armoiries de la Corporation de Londres

La corporation de la cité de Londres (en anglais The City of London Corporation) gouverne la cité de Londres (la City), qu'il ne faut pas confondre avec le Grand Londres. Elle est considérée comme un lobby de la finance londonienne.

## Description
Elle est dirigée par le lord-maire de Londres, secondé par la Court of Aldermen et la Court of Common Council (représentant les 110 vénérables compagnies répertoriées dans la Cité).
Seules deux enclaves indépendantes, entourées par la City ne sont pas soumises au gouvernement de la corporation : le Middle Temple et le Inner Temple, deux des quatre juridictions des Inns of Court, organismes chargés de la formation et de la réglementation du métier de barristers (avocats) en Angleterre et pays de Galles.
Des élections municipales sont organisées tous les quatre ans. Les votants sont les représentants des entreprises actives dans la City en proportion de leurs effectifs. Les plus grands groupes financiers dominent de ce fait la corporation.
Les actifs du City's Cash, fonds municipal destiné à gérer son patrimoine, étaient estimés à 3,4 milliards de livres (3,9 milliards d'euros) en 2021. 
La corporation dispose de son propre représentant à la Chambre des communes. Il dirige une équipe de juristes passant en revue les projets de loi qui pourraient affecter le secteur financier britannique. 
Son influence s'étend également sur la Commission européenne. « Depuis des décennies, la City et ses bataillons de lobbyistes ont contribué à façonner le débat réglementaire à Bruxelles », explique à ce sujet Kenneth Haar, chercheur au sein de l'Observatoire de l'Europe industrielle (CEO). Le dernier commissaire européen du Royaume-Uni avant le Brexit, Jonathan Hill, chargé de la stabilité financière, des services financiers et du projet d'union du marché des capitaux, était lui-même un ancien lobbyiste de TheCityUK.